# نادي كانساس سيتي
كانساس سيتي (بالإنجليزية: Kansas City) نادي كرة قدم أمريكي محترف للسيدات يقع في كانساس سيتي في ولاية ميزوري. حقق الدوري الامريكي مرتين متتاليتين سنة 2014 و 2015.

## وصلات خارجية
نادي كانساس سيتي  على فيسبوك.
- الموقع الرسمي